# Phyllophaga tridens
Phyllophaga tridens är en skalbaggsart som beskrevs av Bates 1888. Phyllophaga tridens ingår i släktet Phyllophaga och familjen Melolonthidae. Inga underarter finns listade i Catalogue of Life.